# Don't Forget Your Toothbrush
Don't Forget Your Toothbrush és un programa de televisió d'entreteniment lleuger britànic que es va emetre al Channel 4 del 12 de febrer de 1994 al 25 de febrer de 1995. També ha estat adaptat a altres països com Austràlia, Bèlgica, Finlàndia, França, Alemanya, Dinamarca, Itàlia, Noruega, Suècia, Estats Units, Països Baixos i Portugal. El format va ser distribuït internacionalment per DRG.

## Versió original britànica
Don't Forget Your Toothbrush fou escrit i presentat per Chris Evans en la seva major aventura des de The Big Breakfast. Els executius i el mateix Evans van considerar que el primer pilot no va tenir èxit. Michel Grade, cap executiu de Channel 4 va dir que l'episodi pilot era "com l'hora dels aficionats". Sentint-se pressionat, Evans va ordenar als assistents a riure de les seves bromes, amenaçant d'humiliar-los a l'escenari si no reien. Després de dos pilots fallits, l'emissora es va resistir a desaprofitar els diners que havien gastat desenvolupant el programa. En algun moment del procés, el productor executiu Sebastian Scott va abandonar el projecte i Evans va convidar el productor experimentat de concursos William G. Stewart a desenvolupar l'espectacle. L'espectacle es va desenvolupar durant dues temporades el 1994 i el 1995 al Channel 4. Els programes es van transmetre en directe les nits de dissabte la primera temporada a les 22:00, la segona a les 21 hores. Cada episodi es repetiria en horari el dilluns següent (temporada 1) o diumenge (temporada 2).
La música temàtica va ser composta per David Arnold, encara que fou interpretada en els espectacles en viu per Jools Holland (amb la sev Big Band a la 1a temporada, i Rhythm and Blues Orchestra a la 2a temporada). Acompanyaven els intèrprets estrella, entre ells Cher, Barry White, Lulu i Tony Hadley. Evans acabava cada espectacle amb una cançó. A la primera temporada, cantava "Bring Me Sunshine" de Morecambe and Wise amb l'estrella convidada d'aquella setmana, mentre que a la segona temporada cantava "It's So Easy" d'Andy Williams.
El convidat estrella participava al test Superfan per saber si sabia més sobre un gran fan, contra el qual competia. El premi era una possessió de les estrelles que només valoraria un autèntic fan. Durant la ronda de preguntes, normalment entre preguntes, Chris Evans demanaria una pausa i, a continuació, mantindria una breu conversa amb el convidat famós sobre la pregunta que acabava de plantejar, abans de tornar-la a començar per la següent.
Don't Forget Your Toothbrush també va ser un concurs. A cada membre del públic s'ha vist obligat a portar un passaport, una maleta preparada i a agafar-se una setmana de festa de la feina (tret que estiguessin a l'atur o no els importés perdre la feina). Dos membres del públic van ser seleccionats per participar al concurs "Light Your Lemon" en equip, i es va dibuixar una postal que fou enviata als espectadors domèstics. Els concursants de l'estudi van rebre un màxim de nou preguntes, assenyalant les que eren encertades o errònies il·luminant una secció d'un got de còctel gegant o d'un con de gelat, respectivament. Si els participants a l'estudi contestaven correctament cinc respostes, podrien “encendre la llimona” al vidre. Tanmateix, si en fallaven cinc, "cremaven el flake" al con i després trucarien als televidents per preguntar-los una pregunta. Els concursants de l'estudi podien guanyar unes vacances a una destinació exòtica si encenien la llimona, o bé si van trencaven el flake i el visitant de casa o errava la seva resposta o no responia la trucada d'Evans a cinc trucades. Si el visitant de casa responia correctament, ell guanyava les vacances exòtiques i el concursant de l'estudi desafiava una destinació molt menys atractiva. Els dos llocs eren escollits amb els seus noms al·literatius, com Martinica versus Margate, i els concursants de l'estudi partien immediatament després de l'espectacle a les vacances que havien guanyat. Evans introduiria aquest segment mirant entre càmeres alternatives a temps a un ritme de bateria que parodiava els canvis d'escena d'un dels seus programes de televisió favorits, Captain Scarlet and the Mysterons.
L'hostessa de la primera temporada era la xicota d'Evans d'aleshores, Rachel-Tatton Brown, qui havia treballat prèviament a The Big Breakfast. Malgrat ser una antiga model, Tatton-Brown estava incòmode davant la càmera i aspirava a fer una altra cosa. Va ser substituïda en la segona temporada per la seva nova xicota, Jadene Doran, a qui va introduir freqüentment "Ms Let-Your-Hair-Down" i que deixava que el cabell caigués quan entravaen escena, alliberant-lo del seu lligat o traient-se un barret.
Un joc destacat durant la segona temporada implicava als televidents seguint les instruccions d'Evans d'encendre i apagar els llums de la llar en un moment determinat. Un grup de càmera en un lloc misteriós buscaria algú que hi participés. Quan trobava la casa, els ocupants (que mai no s'identificaven pel nom davant la càmera) disposaven de dos minuts per llançar 10 articles anomenats per finestres específiques (per exemple "Llançar un coixí de sofà per la finestra de baix les escales"). Rebien 1.000 £ per guanyar el joc, entregats pel grup de càmeres.
En el penúltim episodi de la primera temporada, Evans anunciava una gran sorpresa al llarg de la temporada, però no la va revelar fins que anava a començar "Light Your Lemon". Va anunciar que si els concursants guanyessin les vacances exòtiques, tots els membres del públic anirien a Disneyland París. Van guanyar, i tot el públic va marxar cap a Disneyland París immediatament després de la programació.
Durant la segona temporada, es va anunciar que no n'hi hauria una tercera, per tal de permetre que l'espectacle arribés al màxim. Evans es va inscriure aviat per acollir el programa de Radio 1 Breakfast Show i va tornar al canal 4 amb TFI Friday.

## Versions internacionals
| País          | Nom local                              | Presentador                                                                 | Cadena                                             | Dates                        |
| ------------- | -------------------------------------- | --------------------------------------------------------------------------- | -------------------------------------------------- | ---------------------------- |
| Austràlia     | Don't Forget Your Toothbrush           | Tim Ferguson i Wendy Mooney                                                 | Nine Network                                       | 1995                         |
| Flandes       | Vergeet je Tandenborstel Niet          | Walters Grootaers                                                           | VT4                                                | 1999                         |
| Xile          | No te Olvides El Cepillo de Dientes    | Paula Vázquez & Àlex Casanovas                                              | Antena 3                                           | 1995                         |
| Dinamarca     | Husk lige tandbørsten                  | Casper Christensen i Anette Toftgård Christian Fuhlendoff i Christina Bjørn | Danmarks Radio                                     | 1995-1996 2012               |
| Finlàndia     | Passi ja hammasharja                   | Tino Singh i Taru Valkeapää                                                 | MTV3                                               | 1996-1998                    |
| França        | N'oubliez pas votre brosse à dents     | Nagui                                                                       | France 2                                           | 1994-1996                    |
| Alemanya      | Pack die Zahnbürste ein                | Ingolf Lück Elmar Hörig                                                     | Sat.1                                              | 1994-1996                    |
| Itàlia        | Non Dimenticate Lo Spazzolino da Denti | Rosario Fiorello and Marco Balestri Gerry Scotti and Ambra Angiolini        | Canale 5 Italia 1                                  | 1995 1996-1997               |
| Països Baixos | Uhhh... Vergeet Je Tandenborstel Niet! | Rolf Wouters                                                                | Veronica Television Comedy Central Family (reruns) | 1995-1999 5 December 2009    |
| Noruega       | Glem ikke tannbørsten                  | Paal Tarjei Aasheim                                                         | TV3                                                | 2000                         |
| Portugal      | Não se Esqueça da Escova de Dentes     | Teresa Guilherme                                                            | SIC                                                | 1995                         |
| Espanya       | No te olvides el cepillo de dientes    | Àlex Casanovas i Paula Vázquez                                              | Antena 3                                           | 1994                         |
| Suècia        | Glöm inte tandborsten                  | Joakim Geigert                                                              | TV4                                                | 15 Setembre-17 Novembre 1994 |
| Estats Units  | Don't Forget Your Toothbrush           | Mark Curry                                                                  | Comedy Central                                     | 2000                         |

### Austràlia
El show es va emetre per primer cop el 15 d'agost de 1995 a Nine Network, presentat per Tim Ferguson i Wendy Mooney.
Va guanyar el premi al Programa d'Entreteniment Lleuger més popular als Premis Logie de 1996. Només es va produir una temporada, a caus de les despeses de realitzar el show i els premis.
El productor executiu Sandy Scott havia produït prèviament Bert's Family feud i C'mon, Have a Go!.

### Estats Units
Es va retransmetre una temporada a Comedy Central el juny de 2000. El presentador va ser Mark Curry. Els participants que eren seleccionats de l'audiència a l'estudi podien participar i guanyar premis.

### Països Baixos
Als Països Baixos, Uhhh... Vergeet Je Tandenborstel Niet! fou retransmesa per Veronica de 1995 a 1999. Fou presentat per Rolf Wouters. Des del 5 de desembre de 2009 es van reposicions del programa de Comedy Central Family.
El juny de 2009 es va anunciar que el show es tornaria a reviure a la televisió neerlandesa.